# Parasitology Research
«Parasitology Research» — міжнародний науковий журнал, спеціалізований з паразитології.